# Hylte (comuna)
Hylte (em sueco: Hylte kommun) é uma comuna da Suécia localizada no condado de Halândia. Sua capital é a cidade de Hyltebruk. Possui 947 quilômetros quadrados e segundo censo de 2018, havia 10 914 habitantes.